# غريغور ماكغريغور
كان الجنرال غريغور ماكغريغور (24 ديسمبر 1786 – 4 ديسمبر 1845) جنديًا ومغامرًا ومحتالًا ائتمانيًا إسكتلنديًا حاول منذ العام 1821 حتى العام 1837 جذب المستثمرين والمستوطنين الفرنسيين والبريطانيين إلى «بويايس»، التي كانت إقليمًا خياليًا في أمريكا الوسطى ادعى أنه يحكمها بصفته «كازيك». استثمر مئات من الأشخاص مدخراتهم في السندات الحكومية ووثائق الأرض البويايسية المفترضة، في حين هاجر نحو 250 شخصًا إلى بلاد ماكغريغور المخترعة في عامي 1822 و1823 ليجدوا غابة عذراء فحسب، وتوفي ما يزيد عن نصفهم. بالنظر إليه كعامل مساهم في ذعر عام 1825، وصف مشروع ماكغريغور في البويايس كأحد أوقح الحيل الائتمانية في التاريخ.
كان ماكغريغور ينحدر من عشيرة غريغور، وكان يشغل منصب ضابط في الجيش البريطاني منذ عام 1803 حتى عام 1810، وخدم في حرب الاستقلال الإسبانية. وانضم إلى صفوف الجمهوريين في حرب الاستقلال الفنزويلية في عام 1812، وسرعان ما أصبح يشغل رتبة جنرال وعمل، على مدار السنين الأربع التالية، ضد الإسبان بالنيابة عن كل من فنزويلا وجارتها جرانادا الجديدة. شملت نجاحاته انسحابًا قتاليًا صعبًا دام لشهر في شمالي فنزويلا في عام 1816. واستولى على جزيرة أميليا في عام 1817 بموجب تفويض من العملاء الثوريين ليغزو فلوريدا من الإسبان، وأعلن هناك عن قيام جمهورية فلوريداس قصيرة الأجل. ومن ثم أشرف على عمليتين كارثيتين في جرانادا الجديدة خلال عام 1819 انتهت كل منها بتخليه عن القوات المتطوعة البريطانية التي كانت تحت سيطرته.
عند عودته إلى بريطانيا في عام 1821، ادعى ماكغريغور أن الملك جورج فريدريك أوغوستوس من ساحل موسكيتو في خليج هندوراس قد عينه كازيك على بويايس، التي وصفها كمستعرة نامية تضم تجمعًا من المستوطنين البريطانيين. وحين نقلت الصحف البريطانية أخبار خداع ماكغريغور بعد عودة أقل من 50 ناجيًا في أواخر العام 1823، انبرى بعض ضحاياه للدفاع عنه وأصروا على أن الجنرال كان قد خُذل من قبل من أولئك الذين أوكل إليهم مهمة الإشراف على المهاجرين. حاكمت محكمة فرنسية ماكغريغور وثلاثة آخرين بتهمة الاحتيال في عام 1826 بعد أن حاول إجراء تغييرات في المشروع هناك، إلا أنها أدانت واحدًا فقط من المرتبطين به. مع تبرئته، حاول ماكغريغور إدارة مشاريع أقل في لندن على امتداد العقد التالي. في عام 1838، انتقل ماكغريغور إلى فنزويلا حيث رحب بعودته كبطل. وتوفي في كاراكاس في عام 1845 عن عمر ال 58 ودفن في كاتدرائية كاراكاس بعد نيله كامل الأوسمة العسكرية.

## نشأته

### العائلة والطفولة
ولد غريغور ماكغريغور ليلة عيد الميلاد في عام 1786 في المنزل الموروث للأسرة في غلينغيل على الشاطئ الشمالي لبحيرة كاترين في ستيرلينغشير، اسكتلندا، لدانييل ماكغريغور الذي كان ربان سفينة لدى شركة الهند الشرقية وزوجته آن (الاسم قبل الزواج أوستين). كانت العائلة كاثوليكية رومانية وجزءًا من عشيرة غريغور التي لم يبطل استبعادها من البلاد سوى في عام 1774. خلال فترة استبعادهم كانت أسرة ماكغريغور منبوذة قانونيًا إلى درجة أنهم منعوا من استخدام كنيتهم، وكان العديد منهم، من بينهم روب روي عم غريغور الأكبر الشهير، قد شارك في انتفاضة اليعاقبة في عامي 1715 و1745. عمل غريغور خلال سنوات رشده على ضمان أن يكون مورث مباشر له قد نجى من مشروع دارين لعام 1698، الذي كان محاولة إسكتلندية سيئة الطالع لاستعمار برزخ بنما. وكان جد غريغور، والذي كان اسمه غريغور أيضًا ولقب ب «الجميل»، قد خدم بتفوق في الجيش البريطاني تحت اسم عائلة دروموند، وفي وقت لاحق لعب دورًا هامًا في عودة العشيرة وإعادة اندماجها بالمجتمع.
ليس هناك سوى القليل من السجلات حول طفولة ماكغريغور. بعد وفاة والده في عام 1794، تربى هو وشقيقتاه على يدي والدته مع مساعدة من قبل بعض الأقرباء. يقدّر ديفيد سينكلير كاتب سيرة حياة ماكغريغور أنه المحتمل أنه كان يتحدث اللغة الغيلية الإسكتلندية بشكل رئيسي خلال بدايات طفولته، وأنه لم يتعلم الإنجليزية سوى بعد ذهابه إلى المدرسة في عمر ال 5 سنوات ونصف. ادعى ماكغريغور لاحقًا أنه قد درس في جامعة إدنبرة بين عامي 1802 و1083، إلا أنه ليس ثمة سجلات حول ذلك نظرًا إلى أنه لم يحصل على شهادة، غير أن سينكلير اعتبر ذلك أمرًا منطقيًا مشيرًا إلى تمرس ماكغريغور الواضح والصلات التي أقامتها أمه في إدنبرة.

### الجيش البريطاني
انضم ماكغريغور إلى الجيش البريطاني في عمر ال 16، وهو أصغر سن كان يخوله أن يفعل ذلك، في شهر أبريل من عام 1803. واشترت له أسرته وثيقة ملازم بحري في الفيلق رقم 57 (ميدلسكس الغربية)، ومن المحتمل أن ذلك كان مقابل مبلغ بنحو 450 باوند. تصادف انضمام ماكغريغور إلى الجيش مع بداية الحروب النابليونية في أعقاب تعطل معاهدة أميان. حصنت إنجلترا الجنوبية لكي تتمكن من الصمود في وجه غزو فرنسي محتمل، وكان الفيلق رقم 57 متمركزًا في أشفورد، كينت. في شهر فبراير من عام 1804، بعد فترة تدريب استمرت لأقل من عام، رقي ماكغريغور دون شراء وثيقة إلى رتبة ملازم، وهي ترقية كانت تستغرق عادة فترة تصل إلى 3 سنوات. في وقت لاحق من تلك السنة، وبعد أن أمضى ماكغريغور بضعة أشهر في غويرنسي مع الفوج الأول للفيلق، أرسل الفيلق رقم 57 إلى جبل طارق. 
تعرف ماكغريغور على ماريا بواتر، ابنة أدميرال في البحرية الملكية، نحو العام 1804. طلبت ماريا مهرًا ضخمًا، وبعيدًا عن والدها الذي كان قد توفى عندئذ، كانت قريبة جنرالين وقريبة عضو البرلمان وعالم النبات إيلمر بورك لامبرت. تزوج غريغور وماريا في كنيسة القديسة مارغريت في ويستمنستر في شهر يونيو من عام 1805 وعمر بيتًا في لندن في مكان إقامة خالة العروس. بعد شهرين، وبعد انضمامه إلى الفيلق رقم 57 في جبل طارق، اشترى ماكغريغور رتبة كابتن مقابل نحو 900 باوند، واختار ألا ينتظر مدة 7 سنوات التي قد تستغرقها ترقية كهذه دون شراء وثيقة. بقي الفيلق رقم 57 في جبل طارق بين عامي 1805 و1809. خلال هذه الفترة، بات لدى ماكغريغور هوس بالزي العسكري وبالميداليات وشارات الرتب جعله غير محبوب ضمن الفيلق، ومنع أي مجند أو ضابط صف من الخروج من ثكنته بزي غير الزي الرسمي.
في عام 1809 أرسل الفيلق رقم 57 إلى البرتغال كتعزيز للجيش الإنجليزي البرتغالي تحت قيادة الدوق ويلينغتون خلال محاولته الثانية لطرد الفرنسيين من إسبانيا خلال حرب الاستقلال الإسبانية. نزل فيلق ماكغريغور في لشبونة بعد مرور نحو 3 أشهر على الحملة، في 15 من شهر يوليو. وبحلول شهر سبتمبر تمركز في الواس، على مقربة من الحدود مع إسبانيا. بعد ذلك بفترة قصيرة أُرسل ماكغريغور على سبيل الإعارة إلى فوج الخط الثامن في الجيش البرتغالي، حيث خدم برتبة رائد منذ شهر أكتوبر من عام 1809 حتى أبريل من عام 1810. ووفقًا لميشيل رافتر، مؤلف سيرة حياة نقدية بشدة لماكغريغور صدرت في عام 1820، جاءت هذه الإعارة بعد خلاف بين ماكغريغور وضابط يعلوه رتبة، خلاف «سخيف في الأصل» تطور إلى درجة أن الكابتن الشاب أرغم على طلب صرفه من الخدمة. وعلى الفور منح الكابتن ما أراد. استقال ماكغريغور بشكل رسمي من الخدمة البريطانية في 24 من شهر يونيو من عام 1810، وتلقى 1350 باوند كان قد دفعها لنيل رتبتي ملازم البحرية والكابتن، وعاد إلى بريطانيا. منح الأداء في معركة ألبويرا في 16 من شهر مايو من عام 1811 الفيلق رقم 57 هيبة كبيرة ولقب «المقاتلين الأشداء»، وبعد ذلك أقام ماكغريغور معظم صلاته على الرغم من أنه كان قد ترك الفيلق قبل عام.

### إدنبرة إلى كاراكاس
عند عودته إلى بريطانيا انتقل ماكغريغور الذي كان يبلغ من العمر 23 عامًا وزوجته إلى منزل في إدنبرة كانت والدته قد استأجرته. وحصل هناك على لقب «عقيد» وارتدى وسام فارس برتغالي وجال في المدينة في عربة باذخة بألوان زاهية. وبعد فشله في نيل مكانة اجتماعية مرموقة في إدنبرة، عاد ماكغريغور إلى لندن في عام 1811 وبدأ بتلقيب نفسه ب «السير غريغور ماكغريغور، بارت»، وزعم زورًا أنه خلف لزعيم عشيرة ماكغريغور، وألمح أيضًا إلى صلات أسرية مع مجموعة من الدوقات والإيرل والبارونات. لم يكن ذلك يمت إلى الواقع سوى بصلة ضعيفة، إلا أن ماكغريغور تمكن من خلق جو من الاحترام المعقول لنفسه ضمن مجتمع لندن.